# Bois à poudre
Gymnosporia pyria
Ne doit pas être confondu avec Poudre de bois.
Espèce
Classification phylogénétique
Le bois à poudre (Gymnosporia pyria) est un arbuste de la famille des Celastraceae, endémique de l'île Maurice.
En Europe cette expression pouvait aussi désigner l'Aulne glutineux, dont le charbon de bois pilé était utilisé dans les poudreries pour produite la poudre noire.

## Synonyme
- Celastrus pyrius Willemet
- Maytenus pyria (Willemet) N.Robson